# معركة أناندبور (1700)
وقعت معركة أناندبور في أناندبور، بين جيش جوبيند سينغ الغورو السيخي وقوات سلطنة مغول الهند بمساعدة من نواب ولاية باهاوالبور وراجات تلال سيفاليك.

## سبب
أثارت القوة المتزايدة للغورو جوبيند سينغ جي، وإنشاءه لكتيبة عسكرية ( خالصة )، غضب راجات تلال سيفاليك. بعد بعض المحاولات الفاشلة للكبح من قوة الغورو، ناشد راجات مغول الهند والإمبراطور أورنكزيب لمساعدتهم في مواجهة الغورو.
أرسل نائب سلطان مغول الهند في دلهي جنرالاته دين بك و بيندا خان، ولكل منهما جيش من خمسة آلاف رجل، لإخضاع الغورو.  وانضمت لقوات مغول الهند جيوش رؤساء التل في روبار. قام الغورو بتعيين بانج بياري ( رجال الغورو السيخ الخمسة) كجنرالات لجيشه.

## المعركة
وفقًا لسجلات السيخ، رفض الغورو جوبيند سينغ لعب دور المعتدي، حيث تعهد بعدم شن غارات مطلقًا إلا دفاعًا عن النفس.
أثناء المعركة بالقرب من أناندبور، شمال شرق لوديانا، قُتل بيندا خان في مبارزة فردية ضد الغورو جوبيند سينج. بعد وفاة بيندا خان، تولى دين بك قيادة قواته.  ومع ذلك، فشل في التغلب على قوات الغورو. هرب راجات التل من ساحة المعركة، واضطر دين بك إلى التراجع بعد إصابته. تمت ملاحقته من قبل جيش الغورو حتى روبار.

## ما بعد الكارثة
بعد فشل جنرالات مغول الهند في إبعاد الغورو عن أناندبور، شكل راجات التل تحالفًا وهاجموا أناندبور، مما أدى إلى معركة أناندبور (1701). 

## في الثقافة الشعبية
- تم تصوير معركة أناندبور في فيلم شار صاحب زاده (الأمراء الأربعة).[4]